# Dependència condicional

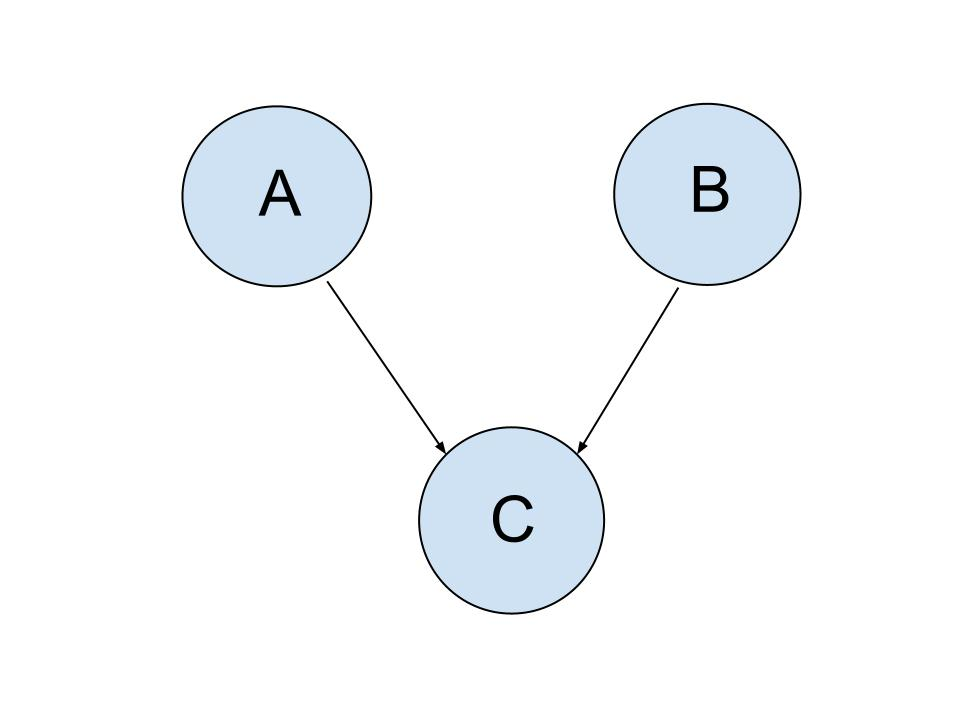
Una xarxa bayesiana enunciant la dependència condicional

En teoria de la probabilitat, la dependència condicional és una relació entre dos o més esdeveniments que depenen quan es produeix un tercer esdeveniment. Per exemple, si A i B són dos esdeveniments que augmenten individualment la probabilitat d’un tercer esdeveniment C i no s'afecten directament, llavors inicialment (quan no s'ha observat si es produeix o no l'esdeveniment C):
{\displaystyle {\text{P}}(A\mid B)={\text{P}}(A){\text{ i }}{\text{P}}(B\mid A)={\text{P}}(B)} (A i B són independents).
Però suposem que ara s'observa que es produeix C. Si es produeix l'esdeveniment B, la probabilitat de produir l'esdeveniment A disminuirà perquè la seva relació positiva amb C és menys necessària com a explicació per a l’ocurrència de C (de manera similar, si es produeix l'esdeveniment A disminuirà la probabilitat d’ocurrència de B). Per tant, ara els dos esdeveniments A i B depenen condicionalment negativament els uns dels altres perquè la probabilitat que es produeixi cadascun depèn negativament de si es produeix l’altre. Tenim
{\displaystyle {\text{P}}(A\mid C,B)<{\text{P}}(A\mid C).}
La dependència condicional és diferent de la independència condicional. En la independència condicional, dos esdeveniments (que poden ser dependents o no) s'independitzen, tenint en compte que es produeix un tercer esdeveniment.

## Exemple
En essència, la probabilitat està influenciada per la informació d'una persona sobre la possible ocurrència d'un esdeveniment. Per exemple, fem que l'esdeveniment A sigui «tinc un telèfon nou»; l'esdeveniment B sigui «Tinc un rellotge nou»; i l'esdeveniment C sigui «estic content»; i suposem que tenir un telèfon nou o un rellotge nou augmenta la probabilitat de ser feliç. Suposem que l'esdeveniment C s'ha produït: és a dir, «estic content». Ara, si una altra persona veu el meu rellotge nou, raonarà que la meva probabilitat de ser feliç s'ha incrementat amb el meu rellotge nou, així que hi ha menys necessitat d’atribuir la meva felicitat a un telèfon nou.
Per fer l'exemple més específic numèricament, suposem que hi ha quatre estats possibles, donats a les quatre columnes de la taula següent, en què l'ocurrència de l'esdeveniment A està signada per un 1 a la fila A i la seva inexistència està signada per una 0 (i també per a B i C):
| probabilitat               | 1/4 | 1/4 | 1/4 | 1/4 |
| -------------------------- | --- | --- | --- | --- |
| A - «tinc un telèfon nou»  | 0   | 1   | 0   | 1   |
| B - «Tinc un rellotge nou» | 0   | 0   | 1   | 1   |
| C - «estic content»        | 0   | 1   | 1   | 1   |

En aquest exemple, C es produeix si i només si es produeix almenys A o B. Incondicionalment (és a dir, sense fer referència a C), A i B són independents entre si perquè P (A) (la suma de les probabilitats associades a un 1 a la fila A) és {\displaystyle {\tfrac {1}{2}},} mentre P(A|B) = P(A {\displaystyle \land } B) / P(B) = {\displaystyle {\tfrac {1/4}{1/2}}={\tfrac {1}{2}}} = P(A). Però, a condició que s'hagi produït C (les tres darreres columnes de la taula), tenim P(A|C) = P(A {\displaystyle \land } C) / P(C) = {\displaystyle {\tfrac {1/2}{3/4}}={\tfrac {2}{3}}} mentre P(A|C {\displaystyle \land } B) = P(A {\displaystyle \land } C {\displaystyle \land } B) / P(C {\displaystyle \land } B) = {\displaystyle {\tfrac {1/4}{1/2}}={\tfrac {1}{2}}} < P(A|C). Com que en presència de C, la probabilitat d’A és afectada per la presència o absència de B, A i B depenen mútuament de C.